# Canton d'Annecy-1
Le canton d'Annecy-1 est une circonscription électorale française du département de la Haute-Savoie.

## Histoire
Un nouveau découpage territorial de la Haute-Savoie entre en vigueur à l'occasion des premières élections départementales suivant le décret du 13 février 2014. Les conseillers départementaux sont, à compter de ces élections, élus au scrutin majoritaire binominal mixte. Les électeurs de chaque canton élisent au Conseil départemental, nouvelle appellation du Conseil général, deux membres de sexe différent, qui se présentent en binôme de candidats. Les conseillers départementaux sont élus pour 6 ans au scrutin binominal majoritaire à deux tours, l'accès au second tour nécessitant 12,5 % des inscrits au 1er tour. En outre la totalité des conseillers départementaux est renouvelée. Ce nouveau mode de scrutin nécessite un redécoupage des cantons dont le nombre est divisé par deux avec arrondi à l'unité impaire supérieure si ce nombre n'est pas entier impair, assorti de conditions de seuils minimaux. Dans la Haute-Savoie, le nombre de cantons passe ainsi de 34 à 17.
Le canton d'Annecy-1 est formé de neuf communes de l'ancien canton d'Annecy-Nord-Ouest et d'une fraction de la commune d'Annecy. Il est entièrement inclus dans l'arrondissement d'Annecy. Le bureau centralisateur est situé à Annecy.

## Représentation
| Période élective | Période élective | Mandat | Mandat   | Identité             | Nuance | Nuance | Qualité |
| ---------------- | ---------------- | ------ | -------- | -------------------- | ------ | ------ | --- |
| 2015             | 2021             | 2015   | 2021     | François Daviet      |        | LR     | Chef d'entreprise Maire de La Balme-de-Sillingy (2008-2020) Président de la Communauté de communes Fier et Usses Président de la 8ème Commission Finances, Ressources Humaines, Administration Générale |
| 2015             | 2021             | 2015   | 2021     | Valérie Gonzo-Massol |        | UDI    | Maire-adjointe d'Annecy (jusqu'en 2020) Présidente de la 1ère Commission Enfance, Famille, Grand Âge, Handicap                                                                                          |
| 2021             | 2028             | 2021   | en cours | François Daviet      |        | LR     | Conseiller sortant |
| 2021             | 2028             | 2021   | en cours | Valérie Gonzo-Massol |        | UDI    | Conseillère sortante |

### Résultats détaillés

#### Élections de mars 2015
À l'issue du 1er tour des élections départementales de 2015, deux binômes sont en ballottage : François Daviet et Valérie Gonzo-Massol (Union de la Droite, 33,33 %) et Françoise Creuset et Christian Jeantet (DVG, 28,15 %). Le taux de participation est de 46,07 % (13 690 votants sur 29 716 inscrits) contre 45,4 % au niveau départemental et 50,17 % au niveau national.
Au second tour, François Daviet et Valérie Gonzo-Massol (Union de la Droite) sont élus avec 56,52 % des suffrages exprimés et un taux de participation de 43,12 % (6 552 voix pour 12 814 votants et 29 716 inscrits).

#### Élections de juin 2021
Le premier tour des élections départementales de 2021 est marqué par un très faible taux de participation (33,26 % au niveau national). Dans le canton d'Annecy-1, ce taux de participation est de 27,76 % (8 823 votants sur 31 778 inscrits) contre 28,81 % au niveau départemental. À l'issue de ce premier tour, deux binômes sont en ballottage : François Daviet et Valérie Gonzo-Massol (Union au centre et à droite, 29,44 %) et Marion Lafarie et Emmanuel Lang (Union à gauche avec des écologistes, 25,44 %).
Le second tour des élections est marqué une nouvelle fois par une abstention massive équivalente au premier tour. Les taux de participation sont de 34,36 % au niveau national, 29,17 % dans le département et 28,4 % dans le canton d'Annecy-1. François Daviet et Valérie Gonzo-Massol (Union au centre et à droite) sont élus avec 53,52 % des suffrages exprimés (4 504 voix pour 9 025 votants et 31 779 inscrits),,.

## Composition
| Nom                            | Code Insee | Intercommunalité | Superficie (km2) | Population (dernière pop. légale)                 | Densité (hab./km2) | Modifier                                    |
| ------------------------------ | ---------- | ---------------- | ---------------- | ------------------------------------------------- | ------------------ | ------------------------------------------- |
| Annecy (bureau centralisateur) | 74010      | CA Grand Annecy  | 66,93            | Fraction : 25 841 (2022) Commune : 131 272 (2022) | 1 961              | modifier les données · modifier les données |
| La Balme-de-Sillingy           | 74026      | CC Fier et Usses | 16,51            | 5 215 (2022)                                      | 316                | modifier les données · modifier les données |
| Choisy                         | 74076      | CC Fier et Usses | 16,57            | 1 704 (2022)                                      | 103                | modifier les données · modifier les données |
| Lovagny                        | 74152      | CC Fier et Usses | 5,55             | 1 297 (2022)                                      | 234                | modifier les données · modifier les données |
| Mésigny                        | 74179      | CC Fier et Usses | 6,73             | 802 (2022)                                        | 119                | modifier les données · modifier les données |
| Nonglard                       | 74202      | CC Fier et Usses | 4,12             | 735 (2022)                                        | 178                | modifier les données · modifier les données |
| Poisy                          | 74213      | CA Grand Annecy  | 11,33            | 9 032 (2022)                                      | 797                | modifier les données · modifier les données |
| Sallenôves                     | 74257      | CC Fier et Usses | 3,64             | 847 (2022)                                        | 233                | modifier les données · modifier les données |
| Sillingy                       | 74272      | CC Fier et Usses | 14,84            | 5 652 (2022)                                      | 381                | modifier les données · modifier les données |
| Canton d'Annecy-1              | 7401       |                  |                  | 51 125 (2022)                                     |                    | modifier les données                        |

Le canton d'Annecy-1 comprend, :
1. huit communes,
2. La partie de la commune d'Annecy correspondant à la commune déléguée de Meythet et à la partie de la commune déléguée d'Annecy située au nord et à l'ouest d'une ligne définie par l'axe des voies et limites suivantes : à partir de la limite territoriale de la commune déléguée d'Annecy-le-Vieux, ligne de chemin de fer Annecy-La Roche-sur-Foron, boulevard du Lycée, boulevard Decouz, avenue Berthollet, ligne de chemin de fer Annecy-Aix-les-Bains, y compris l'emprise de la gare, jusqu'à la limite territoriale de la commune déléguée de Cran-Gevrier.

## Démographie
En 2022, le canton comptait 51 125 habitants, en évolution de +5,2 % par rapport à 2016 (Haute-Savoie : +6,01 %, France hors Mayotte : +2,11 %).
| 2013   | 2018   | 2022   |
| ------ | ------ | ------ |
| 45 959 | 49 322 | 51 125 |